# محوطه قلعه بالاخان
محوطه قلعه بالاخان مربوط به سده‌های اولیه دوران‌های تاریخی پس از اسلام است و در شهرستان مشگین‌شهر، بخش مرکزی، دهستان مشکین غربی، روستای ساطی سفلی واقع شده و این اثر در تاریخ ۱۲ شهریور ۱۳۸۶ با شمارهٔ ثبت ۱۹۳۷۶ به‌عنوان یکی از آثار ملی ایران به ثبت رسیده است.